# 03
03 je třetí album hudební skupiny Kryštof, které vyšlo na sklonku roku 2003 jako bonusový disk k dvěma již vydaným albům, Magnetické pole a V siločarách. Deska, která nebyla prodávána samostatně obsahuje jednak remixy, dále pak polské verze několika skladeb a písně z filmu Nuda v Brně. Celkem 12 skladeb si i přes kompilační charakter alba vysloužilo solidní kritickou odezvu.

## Seznam skladeb
1. Obchodník s deštěm (Creamy Jazz Mix) (text a hudba: Richard Krajčo, remix: Reset)
2. Cosmo$trend (text: Pavel Studník, Renata Putzlacher, Richard Krajčo; hudba: Evžen Hoffman, Nikolaj Atanasov Arichtev, Richard Krajčo)) – polská verze skladby Cosmo$hop
3. Milování (text a hudba: Jan Budař) – skladba z filmu Nuda v Brně
4. Moře v hoře (Hamlet Machine) (text a hudba: Richard Krajčo; remix: Jan P. Muchow
5. Střemhlav (Happy Remix) (text: Pavel Studník, Richard Krajčo; hudba: Nikolaj Atanasov Arichtev, Richard Krajčo; remix: Jiří Barbapostolos)
6. Dnes v noci všechno se stane (text a hudba: Jan Budař) – skladba z filmu Nuda v Brně
7. Kobiety, česky Ženy (text: Renata Putzlacher, Richard Krajčo; hudba: Richard Krajčo) – polská verze skladby Ženy, jako host Barbara Humel (zpěv)
8. PoHádkách (Petr Mikovec Remix) (text: Pavel Studník, Richard Krajčo; hudba: Nikolaj Atanasov Arichtev, Richard Krajčo; remix: Petr Mikovec
9. Všechno se stane dneska v noci (text: Jan Budař, Vladimír Michálek; hudba: Jan Budař) – skladba z filmu Nuda v Brně
10. Moře v hoře (Veneer Remix) (text a hudba: Richard Krajčo; remix: Veneer)
11. Malá Lolita (text: Pavel Studník, Richard Krajčo; hudba: Richard Krajčo)
12. Všechno se stane zítra v noci (text: Vladimír Michálek; hudba: Jan Budař) – skladba z filmu Nuda v Brně